# هونغ كونغ 97 (فلم)
هونغ كونغ '97 (بالإنجليزية: Hong Kong '97) هو فيلم أكشن وإثارة تم إنتاجه في الولايات المتحدة وصدر سنة 1994، من بطولة روبرت باتريك ومينغ نا ون.

## القصة
في 1997 قبل نقل السلطة على هونغ كونغ من بريطانيا إلى الصين، يقوم قاتل مأجور بقتل مسؤلين صنيين وتنقلب الأمور عندها رأسا على عقب.

## روابط خارجية
- مقالات تستعمل روابط فنية بلا صلة مع ويكي بيانات